# Tipula abscissa
Tipula abscissa är en tvåvingeart som beskrevs av Alexander 1946. Tipula abscissa ingår i släktet Tipula och familjen storharkrankar. Inga underarter finns listade i Catalogue of Life.